# 井上村 (石川県)
井上村（いのうえむら）は、石川県河北郡に存在した村。
村名は、江戸時代の井上荘の名称による。現在ではこの荘名から井上の荘の新地名がこの地区内に成立している。

## 地理
- 現在の津幡町の旧市街地の南側に接する村だった。
- 地形は全体的に、河北潟東岸の田んぼを中心とする平野。
- 現在はこの地区内を津幡バイパスが縦貫する。
- 川：津幡川

## 歴史
- 1889年（明治22年）4月1日 - 町村制の施行により、川尻村、中橋村、五反田村、中須加村及び横浜村の区域をもって、井上村が発足する。
- 1954年（昭和29年）3月31日 - 津幡町、中条村、井上村、英田村及び笠谷村が合併して、改めて津幡町が発足する。